# Bloomberg L.P.
Bloomberg L.P. (L.P. står för Delaware Limited Partnership, en företagsform) är ett finansiellt informationsföretag vars främsta produkter är nyhetsmedia, mjukvara och finansiell data. Företaget grundades av Michael Bloomberg 1981 sedan denne blivit uppsagd från investmentbanken Salomon Brothers. Den viktigaste produkten är Bloombergterminalen, en terminal som låter användare ta emot och analysera finansiell information och läsa nyheter i realtid. Målgruppen för denna produkt är främst finansiella institutioner och ekonomiavdelningar på större företag. Bloomberg L.P. driver också TV-kanaler, radiostationer, de tryckta tidskrifterna Bloomberg Markets och Bloomberg Businessweek och en internettjänst. Bloomberg har cirka 300.000 terminalkunder och 13.000 anställda globalt. 
Den främsta konkurrenten är Thomson Reuters och SIX Financial Information.
Företaget omsatte tio miljarder dollar år 2019. Michael Bloomberg, som var New Yorks borgmästare 2002–2013, är majoritetsägare med 88% av företaget.